# Adriaan Corneliszoon van Haemstede
Adriaan Corneliszoon van Haemstede, oder Adriaan van Haemstede, (lateinisch Adrianus Haemstedius) (* um 1525 in Zierikzee; † 1562 in Groningen) war ein niederländischer reformierter Theologe. Er wurde bekannt als der Verfasser des ersten niederländischen Märtyrerbuches.

## Leben
Van Haemstede, der sich selbst als Adrianus Haemstedius bezeichnete, war der Sohn bürgerlicher Eltern, von denen er zum Priester vorgesehen war. Seiner Mutter war vermutlich Barbara van Lier und sein Vater der Geistliche Cornelis van Haamstede. Andere Historiker vermuteten hingegen, dass er in dem Kleinen Ort Haamstede geboren wurde und sich sein Name davon ableitet.  1547 immatrikulierte er sich an der Universität Löwen und wurde nach Abschluss des Studiums 1552 zum Priester geweiht. Drei Jahre später trat er zum Protestantismus über und wurde Prediger der kleinen geheimen Reformierten Gemeinde in Amsterdam. Um das Jahr 1556 floh er nach Ostfriesland, um der Verfolgung als Anhänger Protestantismus zu entgehen. Er hatte gute Lese-, Sprach- und Schreibkenntnise und beherrschte auch das Latein. Von der im Exil lebenden Verwaltung der Reformierten Christen wurde er an die Spitze der Beichtväter in Antwerpen gestellt, wo er auch mit Caspar van der Heyden zusammenarbeitete. Er setzte sich für die Gründung und Ausweitung dieser Gemeinde ein und unterstützte aktiv seine bedrängten oder verfolgten Glaubensbrüder. Van Haemstede verfasste im Namen seiner Glaubensbrüder, die in dessen Königreich aufgrund ihres Glaubens inhaftiert waren, einen Brief an den französischen König Heinrich II. Er verbrachte fast das gesamte Jahr 1558 in Antwerpen, abgesehen von einigen kurzen Besuchen in Aachen, wo er eine reformierte Gemeinde gründete und Frankfurt. Er predigte zu der neuen Lehre dort nach Fronleichnam (9. Juni) auf Drängen der Bevölkerung auch in der Öffentlichkeit. Dadurch wurde sein Leben immer gefährlicher.
Mit der Wahl des neuen Bürgermeisters am 30. Mai 1558 waren neue Männer an die Macht gekommen, die seinen Predigten sehr kritisch gegenüberstanden. Es wurde sogar ein Kopfgeld von 300 Gulden auf ihn ausgesetzt und Anfang 1559 wurde die Stadtwache eingebunden um die Reformierten mit Schwert und Feuer aus ihren Häusern zu holen. Er verfasste noch bis zum März die Schrift Gheschiedenisse ende den doodt der vromer Martelaren, die om het ghetuygenisse des euangeliums haer bloedt ghestort hebben, van den tijden Christi af, totten Jare 1559 toe …. Zunächst kam er am 10. Februar nach Aachen, wo er mit Freude empfangen wurde und öffentlich predigen durfte. Im März 1559 wurde van Haemstede nach Groningen, Westfriesland, und Overijssel geschickt, um der dortigen Gemeinde das Evangelium zu predigen. Ob er dies tat ist ungewiss, er besuchte aber seine verwitwete Schwester Catharina in Norden in Ostfriesland. Von dort aus reiste Anfang Mai er auf eigenen Wunsch und ohne die Zustimmung der Glaubensbrüder erhalten zu haben, nach England, um eine niederländischsprachige Gemeinde zu gründen und dadurch der Flüchtlingskirche zu helfen, die nach Königin Elisabeths Thronbesteigung 1558 in London wiedererrichtet worden war. Gemeinsam mit Petrus Delenus regelte er für sie die kirchlichen Angelegenheiten. Es wurde ihm nahegelegt sich dauerhaft in dieser Gemeinde zu engagiert, doch er hatte nicht die Absicht, sich in England niederzulassen.
Er wurde zudem 1560 dort in Streitigkeiten mit Jan van Utenhove verwickelt, da er sich für eine Aussöhnung mit den Anhängern von Menno Simons eingesetzt hatte, was dazu führte, dass ihm fälschlich vorgeworfen wurde, er würde dem Irrglauben der Täufer verfallen sein. Seine Ideen führten zunächst zu seiner Suspendierung und er wurde zu Edmund Grindal, dem Bischof von London, zitiert und zum Widerruf aufgefordert. Da er ihn verweigerte, wurde er am 16. November 1560 exkommuniziert und verbannt.
Er schiffte sich nach Zeeland ein, wo er jedoch bald wieder abreisen musste. Sein gesamter Besitz wurde in Holland beschlagnahmt und in Emden, wo er sich am 10. Februar 1561 aufhielt, wurde ihm das Netreten der Stadt verweigerte. Niemand wollte ihn aufnehmen, so dass er sich schließlich in Oldersum niederließ und dort zwischenzeitlich Bauer oder Gärtner wurde. Von dort schrieb er am 14. Juli 1561 einen Brief an Jacobus Acontius, der ihn gebeten hatte wieder nach London zu kommen. Er kehrte etwas ein Jahr später auf vielfachen Wunsch nach England zurück. Doch Edmund Grindal legte ihm am 31. Juli 1562 ein Schuldeingeständnis zur Unterschrift vor, um die Aufhebung seiner Exkommunikation zu ermöglichen. Als er sich weigerte seinen Namen darunter zu setzen, wurde er am 19. August 1562 zum Tode verurteilt oder verbannt. Am 14. Dezember 1562 sprach er beim Konsistorium in Emden vor, um in seinen Schwierigkeiten um Hilfe zu bitten. Vermutlich starb er kurze Zeit später in Friesland oder Groningen.

## Familie
Van Haemstede soll mit einer geborenen Peter verheiratet gewesen sein, mit der er zwei Kinder hatte.
- Emanuel, Charitas van Haemstede (* vor dem 10. Februar 1561) es waren Drillinge, von denen ein Sohn bei der Geburt starb.[7]

Seine Schwester Catharina von Haemstede heiratete Hieronymus van Sandyck (Zandijk).

## Märtyrerbuch

Titelseite des Märtyrerbuches (1559)

Das Märtyrerbuch erschien am 18. März 1559 unter dem Titel: De geschiedenisse ende den doodt der vrome martelaren, die um het ghetuighenisse des evangeliums haer bloedt gestort hebben, van de tyden Christi af totten jare 1559 toe, by de welcke noch sommighe daer toe ghedaen ende op het cortste bĳeen vergadert zĳn. Haemstede hinterließ damit ein Denkmal für alle diejenigen, die zu seinen Lebzeiten verfolgt wurden.
Die erste und zweite Ausgabe des Märtyrerbuches erschien nur in geringer Auflage. Die 1633 veröffentlichte und überarbeitete Ausgabe war sehr erfolgreich; sie wurde jeweils in den Jahren 1643, 1645 und 1657 erneut aufgelegt. Im Jahr 1671 veröffentlichte Johann Gysius, Prediger von Streefkerk, eine weitere Überarbeitung. 1730 und 1747 erschienen in Amsterdam und Leyden weitere Ausgaben, denen Holzschnitte und Gedichte von Claes Bruin beigegeben waren. Weitere Auflagen erschienen in den nachfolgenden Jahren.
Mehrere Ausgaben der geschiedenisse sind inzwischen digitalisiert und geben einen Überblick über die Bearbeitungen des Haemstede-Buches von 1559 bis 1868:
- De gheschiedenisse ende den doodt der vromer Martelaren, die om het ghetuygenisse des euangeliums haer bloedt ghestort hebben, van den tyden Christi af, totten Jare 1559 toe, by de welcke noch sommighe daer toe ghedaen ende op het cortste bĳeen vergadert zĳn. 1559 (archive.org).
- Jacob Savry (Hrsg.): De gheschiedenisse ende den doodt der vromer Martelaren, die om het ghetuygenisse des euangeliums haer bloedt ghestort hebben, van den tyden Christi af, totten Jare 1559 toe, by de welcke noch sommighe daer toe ghedaen ende op het cortste bĳeen vergadert zĳn. Jacob Braat, Dordrecht 1657 (archive.org).
- Ausgabe 1747 und Ausgabe 1868